# Road to Ninja: Naruto the Movie
Road to Ninja: Naruto the Movie é o nono filme de toda a série Naruto e sexto de Naruto Shippuden. Foi lançado nos cinemas japoneses em 28 de julho de 2012. O longa foi supervisionado pelo criado da série, Masashi Kishimoto, e é ambientado em uma linha temporal alternativa do universo do mangá, em que Naruto nunca perdeu seus pais e muitos personagens têm personalidades diferentes. A banda Asian Kung-Fu Generation realiza a canção tema do filme "Sore de wa, Mata Ashita" (それでは, また 明日 - "Bem, então... Até amanhã").
O filme teve a terceira maior bilheteria japonesa, arrecadando US$3.799.276. Em 14 de agosto de 2012, o Yahoo anunciou que as vendas ultrapassaram mais de ¥1.000.000.000 (R$25.510.000,00), tornando-se a segunda maior bilheteria de Naruto, apenas perdendo para o primeiro filme, Naruto O Filme: O Confronto Ninja no País da Neve.

## Sinopse
Dezesseis anos atrás, um ninja mascarado desencadeou uma poderosa criatura conhecida como a Raposa de Nove Caudas (Kyuubi) na Vila Oculta da Folha, matando muitas pessoas. Em resposta, o Quarto Hokage, Minato Namikaze, e sua esposa, Kushina Uzumaki, selam a Raposa em seu filho recém-nascido. Com a Bijuu selada, as coisas continuaram normais como no mangá, até que Tobi, auto-denominado Madara Uchiha, lança um genjutsu em Sakura e Naruto, o Tsukyomi Limitado. Tudo permanece normal por um breve momento, porém, ao encontrarem seus amigos, percebem que suas personalidades estão diferentes: Hinata está "assanhada" e Sasuke se tornou um " garanhão", paquerando a Sakura e outras garotas da vila. No entanto, a paz termina quando um grupo de ninjas intitulados Akatsuki, liderados por Pain, atacam a aldeia, com a intenção de executar seu plano para governar o mundo, encobrindo-o em ilusões. O filme nos traz uma realidade em que os pais de Naruto estão vivos e os de Sakura estão mortos. Personagens como Ino, Shikamaru, Kiba, Kakashi, Gai, entre outros também possuem personalidades diferentes.